# Heilig Kreuz (Aschersleben)

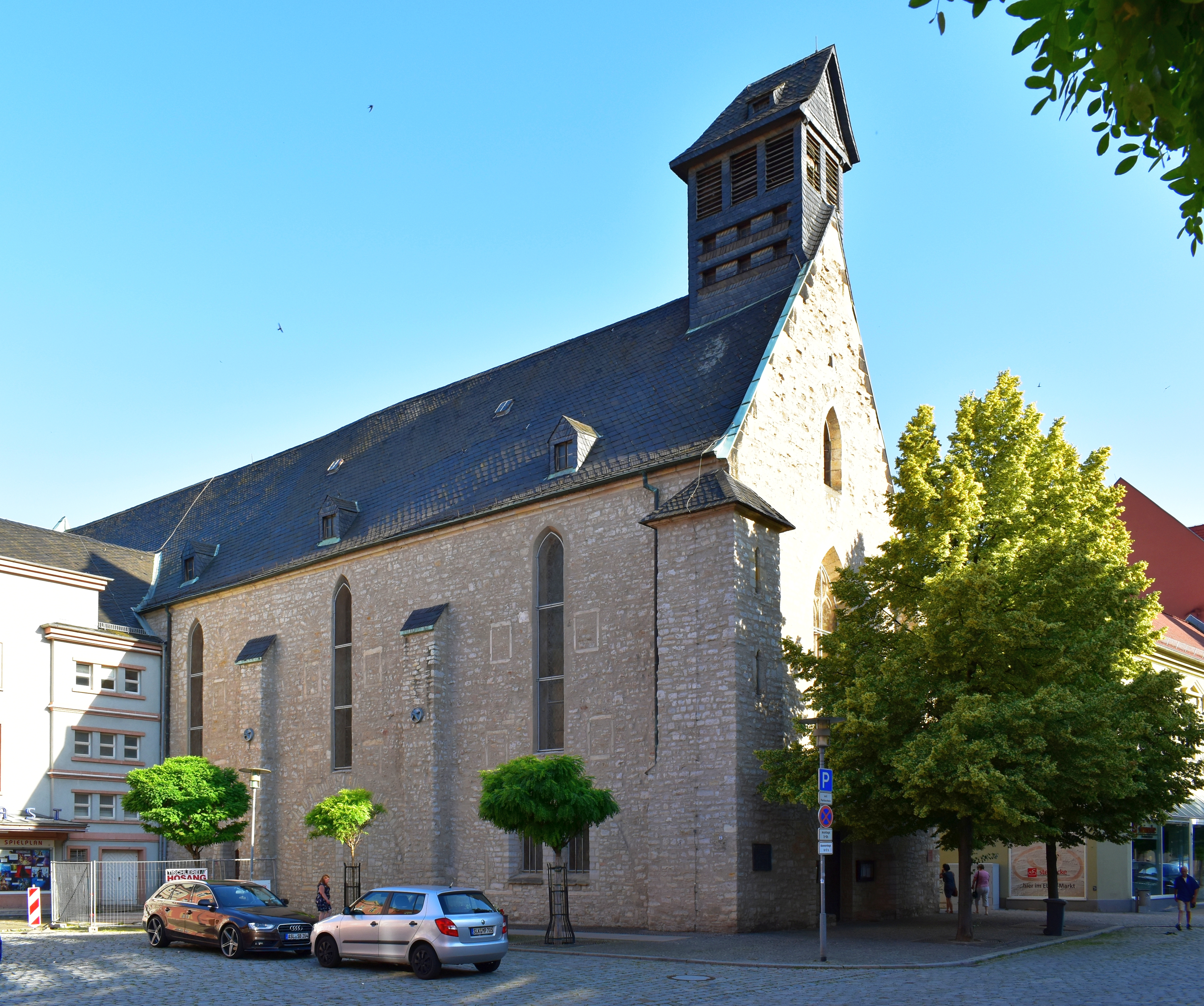
Heilig-Kreuz-Kirche in Aschersleben

Die Kirche Heilig Kreuz in Aschersleben, früher Franziskaner-Klosterkirche, danach evangelisch-reformierte Kirche, ist seit 1979 die katholische Kirche in Aschersleben, einer Stadt im Salzlandkreis in Sachsen-Anhalt. Das nach dem Heiligen Kreuz benannte Gotteshaus ist Sitz der Pfarrei Sankt Michael in der Pastoralregion Salzland des Bistums Magdeburg und ist im Denkmalverzeichnis des Landes Sachsen-Anhalt unter der Erfassungsnummer 094 03667 als Baudenkmal verzeichnet.

## Lage und Ausstattung

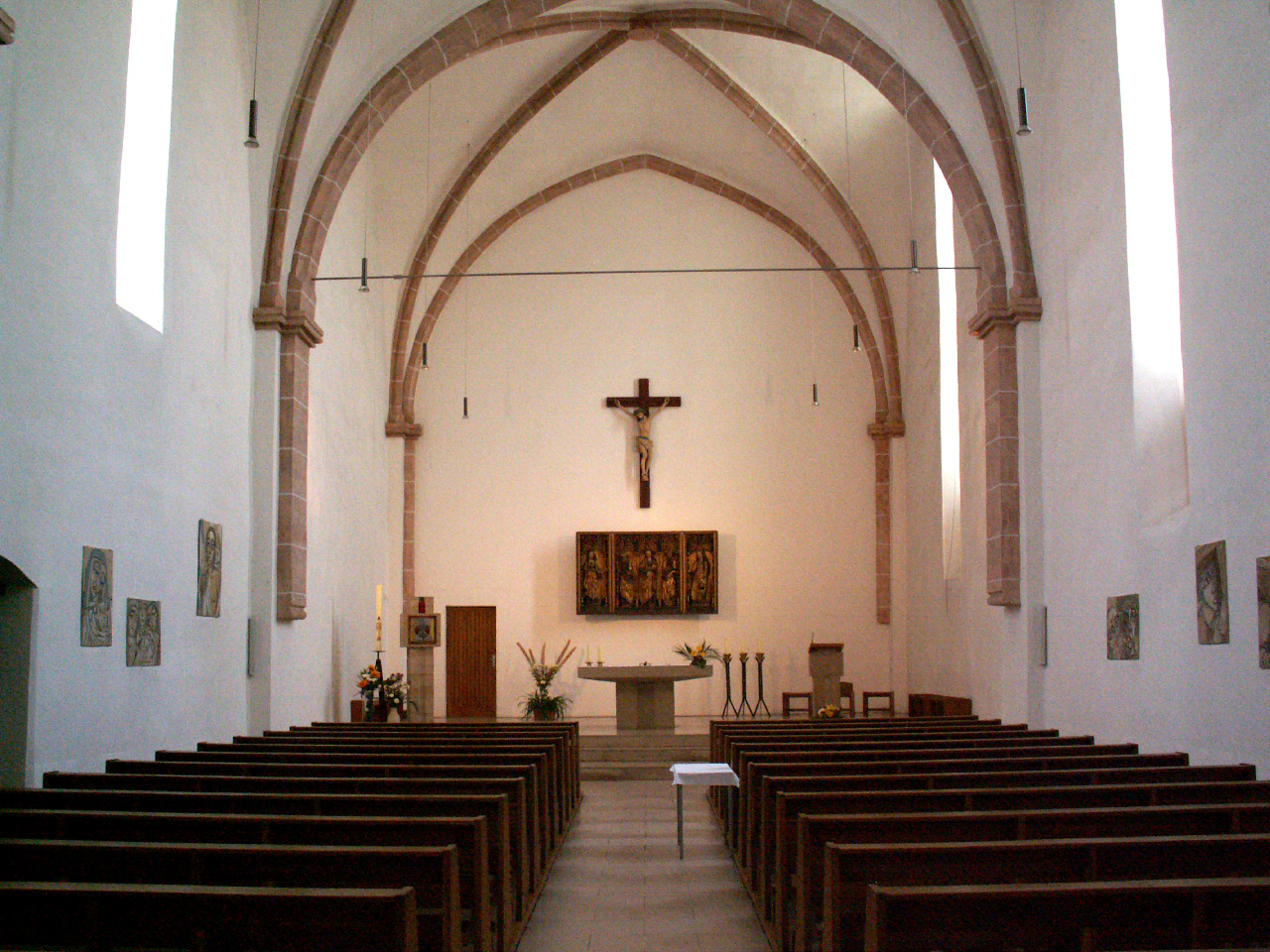
Innenansicht der Heilig-Kreuz-Kirche in Aschersleben

Die Kirche befindet sich mitten in der Altstadt von Aschersleben unmittelbar am Marktplatz, weshalb sie auch Marktkirche genannt wird.
Die Kirche ist ein einschiffiger gewölbter Bau von klassischer Einfachheit und vollkommen symmetrischer Anlage ohne Apsis und ohne Turmvorlage. Die Formen sind frühgotisch. Die Mauern bestehen aus Bruchsteinen, Pfeiler, Rampen und Gurte sind behauener Sandstein. Die Kirche ist in fünf gleiche Joche gegliedert, die mit Kreuzgewölben gedeckt sind. Die Quergurte setzen auf schlichten Wandpfeilern auf, die in zwei Meter Höhe beginnen. Durch Orgelempore und Bau einer Zwischenwand (im Jahr 1954) sind nur noch drei Joche überschaubar.
Die Schlusssteine sind einfach und um 1700 mit verschiedenen Motiven bemalt worden, so z. B. mit Kurfürstenhut, Rose, dem brandenburgischen Adler und dem Wappen von Aschersleben. Die Ausstattung der Kirche ist einfach, aus der Klosterzeit ist nichts mehr erhalten, nur Reste alter Deckenmalereien wurden unter der Tünche der Gewölbezwickel gefunden. Die Gewölbe-Anfänge sind in einer Höhe von zwei Metern durch horizontale Linien geteilt, von wo aus spätgotische Blumensträuße emporsteigen.
Die alte Kanzel, Seitenempore und Orgel (1702–1768) waren dem Barock zuzuordnen und hatten einfache gefällige Formen. Die alte Orgel wurde 1737–1738 erbaut und besaß ein durchbrochenes Schnitzwerk. Die Emporen von 1702 ruhten auf gedrehten Säulen. Das Abendmahlsgerät von 1708 besitzt Kelch und Patene aus Silber und wurde vom preußischen König gestiftet. 1919 wurde eine neue Röver-Orgel eingebaut. An der Ostwand befindet sich ein Denkmal für den 1724 verstorbenen Oberstleutnant Louis de Feyrac, der rechts hinter dem Altar bestattet ist, sein Epitaph befindet sich heute, wegen des Einbaus der Zwischenwand, im Gemeinderaum. Früher, entsprechend der Nutzung als Garnisonskirche, dominierte der übergroße Epitaph optisch den gesamten Innenraum.

## Geschichte
Das Gründungsjahr der Kirche, die als Bestandteil eines Franziskanerklosters erbaut wurde, ist unbekannt. Die Formen weisen auf die Mitte des 13. Jahrhunderts hin. Die älteste Urkunde des Klosters datiert aus dem Jahr 1311. Zunächst genoss das Kloster, das zur Sächsischen Franziskanerprovinz (Saxonia) im 1210 gegründeten Franziskanerorden gehörte, ein gewisses Ansehen in der Stadt und in der Umgebung, so dass auch adlige Herren in den Orden eintraten, so z. B. 1361 der Graf von Mansfeld. Später waren die Brüder des Klosters verhasst und wurden es noch mehr, als sie der Reformation feindlich gegenüberstanden. Während des Bauernkriegs flohen 1525 die Franziskaner vor den schwarzen Bauern aus dem Kloster, das bald den Nonnen des abgebrannten St.-Marien-Klosters als Zuflucht diente. Die geflüchteten Ordensmänner zogen ins Kloster in Zerbst, das aber auch bald aufgehoben wurde. Sie kamen nie wieder in den Besitz des Anwesens in Aschersleben. Die Kirche blieb jedoch als ehemalige Barfüßerkirche am Markt bekannt.
1533 erteilte der Kurfürst Albrecht von Brandenburg, auch Bischof von Halberstadt, die Erlaubnis, die verlassene und verwüstete Kirche nach Belieben zu benutzen. Zwischen 1625 und 1631 zogen wieder Mönche in das Kloster, nachdem der kaiserliche General Caraboni dazu die Veranlassung gegeben hatte.
Im Jahre 1644 wurde die Kirche zu einem Pferdestall umfunktioniert und 1668 wurden die alten angrenzenden Klostergebäude abgerissen.
1698 war die Kirche, auf kurfürstliche Anordnung hin, wiederhergestellt, um der inzwischen durch Zuzug Reformierter aus dem Anhaltischen entstandenen reformierten Gemeinde als Gotteshaus zu dienen. Am 2. April 1697 wurde sie eingeweiht. Laut der Chronik der reformierten Gemeinde wirkte hier als erster reformierter Prediger Nikolaus Ihring von 1699 bis 1738. Die Nutzung der Kirche als Gotteshaus wurde anfangs (bis etwa 1820) zwischen der reformierten und der lutherischen Gemeinde geteilt, so dass die einen sie vormittags, die anderen nachmittags benutzten, und umgekehrt, weswegen sie auch als Gemeinschaftliche Kirche am Markt bezeichnet wurde. Der erste lutherische Prediger war 1699 bis 1710 Renatus Corthym. 
In Aschersleben konnten katholische Christen den ersten Gottesdienst nach der Reformation im Jahre 1723 feiern. Preußenkönig Friedrich Wilhelm I. hatte Aschersleben in diesem Jahr zur Garnisonsstadt eines Kürassier-Regiments gemacht und den katholischen Soldaten die Feier ihrer Gottesdienste zugesagt. Diese wurden wohl zunächst in der Heilig-Kreuz-Kirche durchgeführt, aber fanden ab 1737 im Dachgeschoß von 44 Fuß Länge und 33 Fuß Breite eines Brauhauses, dem Gewandhaus am Scharren, statt.
Die Kirche wurde zur Garnisonkirche für das hiesige Kürassierregiment und höhere Offiziere und deren Familienmitglieder wurden in der Kirche bestattet. So wurden ein Fräulein von Schmettau links hinter dem Altar, und Oberstleutnant Louis de Feyrac 1724 rechts hinter dem Altar bestattet. Zudem wurde 1975 bei Renovierungsarbeiten im Fußboden der Kirche der (umgedreht als Bodenplatte verwendete) Grabstein der Antoinette Wilhelmine Gräfin von Borcke (verstorben November 1745 im Alter von 2 Monaten; Tochter des Kürassiermajors Heinrich Adrian von Borcke) gefunden. Auch der reformierte Prediger Ihring soll, als er im Alter von 77 Jahren starb, in der Kirche vorm Tische des Herrn begraben worden sein. Im Jahr 1762 war der später als Bienenzüchter bekannt gewordene Konrektor des Stephaneums, Johann Christian Ramdohr, als lutherischer Prediger an der Kirche tätig.
1903 wurde die Kirche durch die reformierte Gemeinde umfangreich saniert. Bis auf geringfügige Veränderungen, wie den Aufbau des Glockentürmchens 1909 durch Stadtbaurat Hans Heckner, das Einsetzen der Zwischenwand hinter dem Altar und die Vermauerung einiger Fenster, ist die Klosterkirche noch weitgehend im ursprünglichen Zustand erhalten geblieben.
Von 1976 an bis zu seiner Berufung als Propst von Magdeburg im Jahre 1982 war Theodor Stolpe (1932–2016), der später der erste Generalvikar des neu gegründeten Bistums Magdeburg wurde, als Pfarrer an der Kirche tätig. 1976 kaufte die katholische Gemeinde die Kirche, da ihre bisherige, 1863 geweihte St.-Michaels-Kirche für die gewachsene Kirchengemeinde zu klein geworden war. Am 14. Oktober 1979 wurde das Gotteshaus als katholische Heilig-Kreuz-Kirche geweiht. Seit dem 2. Mai 2010 gehören zur Pfarrei Sankt Michael im Zuge der Gemeindefusionen im Bistum Magdeburg neben der Heilig-Kreuz-Kirche auch die Kirchen St. Elisabeth in Alsleben (Saale) und Unbefleckte Empfängnis in Güsten. Die zuletzt ebenfalls von der Pfarrei in Aschersleben betreute Heilig-Kreuz-Kirche in Sandersleben wurde am 24. November 2010 profaniert.

## Geläut
Die Glocke wurde 1704 in Halberstadt gegossen.